# Мартини, Алессандро
Алессандро Мартини (итал. Alessandro Martini; 16 мая 1812, Флоренция, Великое герцогство Тосканское — 14 марта 1905, Турин, Королевство Италия) — итальянский бизнесмен, основатель одной из компаний-производителей вермута в мире, Martini & Rossi, которая производит вермут Мартини.
В 1830 году он приобрел небольшую винную компанию, расположенную в непосредственной близости от Турина. В 1847 году несколько итальянских бизнесменов начали производить вино, спиртные напитки и вермут для туринской компании «Distilleria di Spirito di Vino». Благодаря процессу Рисорджименто, экономические перспективы стали блестящими, и компания вскоре начала приносить прибыль. Несколько лет спустя Алессандро Мартини присоединился к небольшой команде, став директором компании в 1863 году. С ним были компаньоны Луиджи Росси (собственно, изобретатель вермута) и Теофило Сола. В это время компания продолжала расти, и благодаря покровительству короля Пьемонта было создано несколько дочерних компаний в Генуе, Кальяри и Нарбоне.
1863 год можно считать одной из самых важных дат в истории компании. Именно эта дата помещается на всех этикетках. В этом году Мартини, Сола и Росси изменили название компании на «Martini, Sola & Cia» и начали экспортировать бутылки вермута по всему миру. Например, в Нью-Йорк первые ящики вермута «Мартини» стали поступать в 1867 году. В это же время компания была удостоена множества наград в Дублине (1865), Париже (1867 и 1878), Вене (1873) и Филадельфии (1876). Всего через тридцать лет после создания компании «Martini, Sola & Cia» вермут «Мартини» пили по всему миру.
В 1879 году умер Теофило Сола, и его сыновья продали все свои акции в компании. В результате фирма решила изменить свое название на «Martini & Rossi».
В десятилетие между 1870 и 1880 годами компания диверсифицировала свою продукцию, и была основана компания по производству игристых вин «Vino Canelli Spumante», которая теперь называется «Asti Martini»). В результате в конце 19-го века при европейских дворах полюбили вермуты. В 1868 году король Савойи Виктор Эммануил II позволил компании «Martini & Rossi» нанести на этикетку символы королевской семьи. Так же поступили королевские фамилии многих стран Европы.
Алессандро Мартини скончался в 1905 году, и компанию унаследовали три сына Луиджи Росси. В 1922 году компания стала официально известна под именем «Мартини», за исключением США, где руководство компании было вынуждено оставить название «Мартини и Росси», потому что известный американский коктейль уже назвался «Мартини».